# Хакея многолинейчатая
Хакея многолинейчатая (лат. Hakea multilineata) — кустарник, вид рода Хакея (Hakea) семейства Протейные (Proteaceae), произрастающий в округах Уитбелт и Голдфилдс-Эсперанс Западной Австралии. Цветёт с июня по сентябрь.

## Ботаническое описание
Hakea multilineata — прямостоячий кустарник высотой от 1,5 до 6 м. Цветёт с июня по сентябрь. Яркие розовые цветы особенно привлекают местных птиц. Вечнозелёное растение сохранет листву круглый год, обеспечивая отличное дополнение к дворам и садам. Листья плоские, широкие и линейные, длиной от 10-20 см и шириной 1,5 см с видимыми продольными жилками, оканчивающимися закруглённым кончиком. Гладкие плоды имеют яйцевидную форму, сужаясь к небольшому клюву. Они могут находиться в кластерах или разнесены по ветвям. Хорошо переносит средние морозы и лучше всего растёт на открытых солнечных местах с хорошим дренажём.

## Таксономия
Вид Hakea multilineata был описан швейцарским ботаником Карлом Мейсснером в 1848 году. Видовой эпитет — от латинских слов multus, означающего «много», и linea, означающего «тонкие параллельные линии», относящиеся к прожилкам на листе. Однако, латинское linea — это не множественное число, а единственное, означающее «линия».

## Распространение и местообитание
H. multilineata растёт от Далуаллину на юг до Равенсторпа и на восток до Шир-оф-Йилгарна в лесной местности или в низменностях на латеритовых хребтах или на песчаных и гравийных суглинках. Декоративный вид эффектно цветёт и привлекает нектаролюбивых птиц.

## Охранный статус
Вид Hakea multilineata классифицируется как «не угрожаемый» Департаментом парков и дикой природы правительства Западной Австралии.